# Aethes
Aethes is een geslacht van vlinders van de familie van de bladrollers (Tortricidae), uit de onderfamilie Tortricinae.

## Soorten
- A. affinis Razowski, 1967
- A. afghana Razowski, 1983
- A. agelasta Razowski, 1967
- A. alatavica Danilevsky, Kuznetzov & Fal'kovich, 1962
- A. alphitopa (Clarke, 1968)
- A. amseli Razowski, 1967
- A. amurensis Razowski, 1964
- A. angulatana (Robinson, 1869)
- A. angustana (Clemens, 1860)
- A. annosa Razowski, 1967
- A. ardezana (Muller-Rutz, 1922)
- A. argentilimitana (Robinson, 1869)
- A. arizela (Walsingham, 1914)
- A. atmospila (Meyrick, 1937)
- A. atomosana (Busck, 1907)
- A. aureana (Busck, 1907)
- A. aurofasciana (Mann, 1855)
- A. aurorana (Kearfott, 1907)
- A. austera Razowski, 1967
- A. basiochreana (Kearfott, 1907)
- A. beatricella (Walsingham, 1898) - Beatricebladroller
- A. bilbaensis (Rossler, 1877)
- A. biscana (Kearfott, 1907)
- A. bomonana (Kearfott, 1907)
- A. bunteana (Robinson, 1809)
- A. campicolana (Walsingham, 1879)
- A. carmelana (Kearfott, 1907)
- A. caucasica (Amsel, 1959)
- A. cephalanthana (Heinrich, 1921)
- A. ciliosana (Zeller, 1877)
- A. cincinnatana (Kearfott, 1907)
- A. cinereoviridana (Kennel, 1899)
- A. citreoflava Kuznetsova, 1966
- A. cnicana (Westwood, 1854) - C-smalsnuitje
- A. confinis Razowski, 1974
- A. conomochla (Meyrick, 1933)
- A. conversana (Walsingham, 1908)
- A. cremonana (Ragonot, 1894)
- A. crocomis (Meyrick, 1908)
- A. chalcospila (Meyrick, 1932)
- A. charma (Gates Clarke, 1968)
- A. deaurana (Peyerimhoff, 1877)
- A. decens Razowski, 1970
- A. decimana (Denis & Schiffermüller, 1775)
- A. delotypa Razowski, 1970
- A. dentifera Razowski, 1967
- A. destituta Razowski, 1983
- A. deutschiana (Zetterstedt, 1839)
- A. diemeniana (Zeller, 1877)
- A. dilucidana (Stephens, 1852) - Pastinaaksmalsnuitje
- A. discana (Kearfott, 1907)
- A. edwardsiana (Walsingham, 1884)
- A. eichleri Razowski, 1983
- A. elderana (Kearfott, 1907)
- A. elpidia Razowski, 1983
- A. embrithopa (Meyrick, 1927)
- A. ersodes (Meyrick, 1927)
- A. evanida Razowski & Becker, 1983
- A. fennicana (M. Hering, 1924)
- A. fernaldana (Walsingham, 1879)
- A. flagellana (Duponchel, 1836) - Kruisdistelsmalsnuitje
- A. flava Kuznetsova, 1970
- A. flavociliana (Sheldon, 1917)
- A. floccosana (Walker, 1863)
- A. foxcana (Kearfott, 1907)
- A. francillana (Fabricius, 1794) - Peensmalsnuitje
- A. fulvotinctana (Walsingham, 1884)
- A. geniculata (Meyrick, 1930)
- A. glaucofuscana (Zeller, 1875)
- A. grandaeva Razowski & Becker, 1983
- A. grandis (Busck, 1907)
- A. hartmanniana (Clerck, 1759) - Beemdkroonsmalsnuitje
- A. hoenei Razowski, 1964
- A. hoffmanana (Kearfott, 1907)
- A. hubbardana Busck, 1907
- A. ignobilis Razowski, 1994
- A. illota (Meyrick, 1914)
- A. inanita Razowski & Becker, 1986
- A. inexpecta Razowski, 1967
- A. intactana (Walsingham, 1879)
- A. interruptofascia (Robinson, 1869)
- A. iochroa (Meyrick)
- A. iranica Razowski, 1963
- A. irmozona Diakonoff, 1976
- A. jonesi Razowski, 1967
- A. kasyi Razowski, 1962
- A. kindermanniana (Treitschke, 1830)
- A. kyrkii Itamies & Mutanen, 2003
- A. labeculana (Robinson, 1869)
- A. languidana (Mann, 1855)
- A. larissae Budashkin & Richter, 2021
- A. lateritia Razowski, 1970
- A. lavana (Busck, 1907)
- A. lepidana (Clemens, 1860)
- A. lindigiana (Felder, 1875)
- A. luteopictana (Kennel, 1900)
- A. lygrana Karisch, 1992
- A. maiana (Kearfott, 1907)
- A. margaritana (Haworth, 1811) - Roestbandsmalsnuitje
- A. margaritifera Falkovitsh, 1963
- A. margarotana (Duponchel, 1836)
- A. maritimana (Guenée, 1845)
- A. marloffiana (Busck, 1907)
- A. mauritanica (Walsingham, 1898)
- A. mesomelana (Walker, 1863)
- A. mirifica (Razowski & Becker, 1983)
- A. modica (Razowski, 1970)
- A. monera (Razowski, 1986)
- A. mordax (Meyrick, 1917)
- A. moribundana (Staudinger, 1859)
- A. nefandana (Kennel, 1899)
- A. nomonana (Kearfott, 1907)
- A. obliquana (Kearfott, 1907)
- A. obscurana (Caradja, 1916)
- A. oenotherana (Riley, 1881)
- A. olibra (Razowski, 1994)
- A. pannosana (Kennel, 1913)
- A. parallelana (Walsingham, 1879)
- A. pardaliana (Kennel, 1879)
- A. parvimaculana (Walsingham, 1897)
- A. patricia (Metzler, 1999)
- A. pemeantensis Gibeaux, 1985
- A. perfidana (Kennel, 1900)
- A. perflavescens (Meyrick, 1934)
- A. persica (Razowski, 1963)
- A. phaloniodes (Meyrick, 1932)
- A. piercei Obraztsov, 1952 - Schijnbeemdkroonsmalsnuitje
- A. pimana (Busck, 1907)
- A. planaltinae (Razowski & Becker, 1983)
- A. plummeriana (Busck, 1907)
- A. portentosa (Razowski & Becker, 1983)
- A. praefuscata (Meyrick, 1925)
- A. prangana (Kennel, 1900)
- A. prolectana (Möschler, 1890)
- A. promptana (Robinson, 1869)
- A. punctidiscana (Kearfott, 1905)
- A. rana (Busck, 1907)
- A. rectilineana (Caradja, 1939)
- A. romonana (Kearfott, 1907)
- A. rubigana (Treitschke, 1830) - Donker c-smalsnuitje
- A. rubiginana (Walsingham, 1903)
- A. rutilana (Hübner, 1817) - Kanariesmalsnuitje
- A. sanguinana (Treitschke, 1830)
- A. scalana (Zerny, 1927)
- A. scissana (Walker, 1863)
- A. seriatana (Zeller, 1875)
- A. smeathmanniana (Fabricius, 1781) - Kommabladroller
- A. sparsana (Walker, 1863)
- A. spartinana (McDunnough, 1916)
- A. spirana (Kennel, 1899)
- A. straminoides (Grote, 1873)
- A. suaveolana (Fuchs, 1903)
- A. sublepidana (Kearfott, 1907)
- A. sulphurosana (Kennel, 1901)
- A. tectonica Möschler, 1890
- A. temerana (Busck, 1907)
- A. tesserana (Denis & Schiffermüller, 1775) - Prachtsmalsnuitje
- A. tornella (Walsingham, 1898) - Breedbandsmalsnuitje
- A. transversana (Walsingham, 1879)
- A. triangulana (Treitschke, 1835) - Triangelbladroller
- A. turialba (Busck, 1920)
- A. tuxtlana (Razowski, 1986)
- A. udana Guenée, 1848
- A. unicolorana (Mabille, 1900)
- A. unistrigana (Dyar, 1903)
- A. vachelliana (Kearfott, 1907)
- A. vicinana (Mann, 1859)
- A. vicinitana (Möschler, 1890)
- A. viscana (Kearfott, 1907)
- A. vorticata (Meyrick, 1911)
- A. williana (Brahm, 1791) - Geschaafd smalsnuitje
- A. wiskana (Kearfott, 1907)
- A. xanthina Falkovitsh, 1963
- A. yuccatana (Busck, 1907)
- A. ziscana (Kearfott, 1907)
- A. zoxcana (Kearfott, 1907)